# ليلى فخرو
ليلى عبد الله يوسف فخرو (1945 - 21 سبتمبر 2006) مربية ومناضلة بحرينية. شاركت في ثورة ظفار في عمان في ستينات القرن العشرين. أنشأت أول مدرسة للثورة لتوفير أساس النظام التعليمي الحديث في عمان. تعتبر فخرو أسطورة في جميع أنحاء العالم العربي بشكل عام ودول الخليج العربي بشكل خاص.

## السيرة
ولدت فخرو في عام 1945 في جزيرة المحرق في البحرين. درست في مدرسة خديجة الكبرى ثم انتقلت مع عائلتها في عام 1954 إلى العاصمة المنامة. واصلت دراستها حتى الرابع الثانوي. حصلت على شهادة الماجستير في الإحصاء من الجامعة الأميركية في بيروت بلبنان. كما حصلت على الليسانس في الإحصاءات من جامعة المستنصرية في بغداد بالعراق. أثناء دراستها الجامعية انضمت لحركة القوميين العرب. شاركت في الأنشطة السياسية في البحرين اعتبارا من عام 1964. كانت رائدة في نشاط الحركات الطلابية أثناء دراستها في بيروت في ستينات القرن العشرين. ترأست اللجنة الثقافية من 1967 إلى 1968 أثناء دراستها الجامعية في بيروت. انضمت إلى الكفاح المسلح ضد البريطانيين في محافظة ظفار بعمان. أسست جمعية أوال النسائية في البحرين في عام 1968. أنشأت المدارس الثورية في عمان. أنشأت النظام التعليمي الحديث في عمان. في عام 1972 عملت في مكتب الجبهة الشعبية في مجال العمل النسائي والعلاقات الخارجية بعدن لتنتقل في منتصف السبعينات إلى بغداد لمواصلة العمل الوطني وفي عام 1979 انتقلت إلى بيروت مرة أخرى حتى حرب لبنان 1982 حيث غادرت بيروت بعد إجبار قوات منظمة التحرير الفلسطينية على مغادرة الأراضي اللبنانية. في عام 1983 انتقلت مع ابنتيها التوأم منيرة وعائشة إلى نيقوسيا عاصمة قبرص لتقضي أكثر من عشر سنوات حيث أنشأت دار دلمون للنشر أثناء وجودها في المنفى. نفيت من البحرين لأكثر من 25 عاما بسبب أنشطتها السياسية. عادت بعدها في عام 1995 عادت واستقرت في البحرين. شغلت رئاسة جمعية سيدات الأعمال في عام 2004. أنشئت شركة النديم لتقنية المعلومات مع زوجها وشركاء آخرين عند عودتها إلى البحرين في عام 1995. توفيت بعد صراع طويل مع المرض في 21 سبتمبر 2006 في مستشفى سانت توماس في لندن بالمملكة المتحدة وقد شارك في الجنازة التي أقيمت في مقبرة المحرق كبار المسؤولين والوجهاء في مملكة البحرين وسلطنة عمان.

## الحياة الشخصية
تزوجت من عبيدلي العبيدلي وأنجبت منيرة وعائشة.